# Сосновец (Мурманская область)
Сосновец — упразднённый в 1999 году населённый пункт в Ловозерском районе Мурманской области России. Располагался на одноимённом острове Сосновец в Белом море.

## География
Расположен примерно в 3,5 км от Терского берега Кольского полуострова, между мысом Снежицкий (с севера) и мысом Соколий (с юга), в центре пролива Горло Белого моря.. Ближайший населённый пункт Сосновка — в 5 км; между ними пролив Сосновская Салма.

## Топоним
В 1920-х-1930-х годах известен как Сосновец Остров, Сосновецкий Остров, Сосновецкий Маяк.

## История
Снят с учёта 03 ноября 1999 года согласно Закону Мурманской области от 03 ноября 1999 года № 162-01-ЗМО «Об упразднении некоторых населенных пунктов Мурманской области».

## Население
Население достигало 20 человек.

## Инфраструктура
Установлен маяк Сосновецкий, два световых знака (Сосновецкий Северный и Сосновецкий Южный), имеется метеостанция.

## Транспорт
Доступен морем.